# Чемпіонат світу з фристайлу 2011

Логотип чемпіонату

Чемпіонат світу з фристайлу-2011 став 13 подібним чемпіонатом. Проходив 30 січня-7 лютого 2011 року в американському Дір-Веллі (слоупстайл та хафпайп проводили у Парк-Сіті). Для цього міста це вже другий чемпіонат, попередній пройшов тут у 2003 році. Всього було розіграно 6 комплектів нагород: у могулі, паралельному могулі, акробатиці, скі кросі, хафпайпі і слоупстайлі, змагання з якого стали дебютними. Канадська команда перевершила їхніх головних конкурентів — команду Сполучених Штатів. Вона виграла вісім золотих, п'ять срібних і три бронзові медалі проти однієї золотої, трьох срібних і трьох бронзових медалей США. На третьому місці опинилися китайці, які завоювала три медалі тільки в одній дисципліні, а саме у акробатиці. Цей чемпіонат став дуже успішним для Дженніфер Хейл, яка виграла дві золоті медалі (у могулі і паралельному могулі), таким чином, перевершивши найбільшого конкурента, представницю США Ганну Кірні, яка виграла срібну та бронзову медалі. Першу свою нагороду на таких чемпіонатах здобула збірна України — Ольга Волкова здобула бронзу у акробатиці, поступившись двом досвідченим китаянкам.

## Таблиця призерів

### Чоловіки
| Дисципліна               | Золото                               | Срібло                              | Бронза                               |
| ------------------------ | ------------------------------------ | ----------------------------------- | ------------------------------------ |
| Могул деталі             | Гільбо Кола Франція                  | Александр Білодо Канада             | Мікаель Кінгсбері Канада             |
| Паралельний могул деталі | Александр Білодо Канада              | Мікаель Кінгсбері Канада            | Нобуюкі Нісі Японія                  |
| Акробатика деталі        | Воррен Шоулдайс Канада               | Ци Гуанпу Китай                     | Антон Кушнір Білорусь                |
| Хафпайп деталі           | Майкл Ріддл Канада                   | Кевін Роллан Франція                | Саймон Дюмон Сполучені Штати Америки |
| Слоупстайл деталі        | Алекс Слоупі Сполучені Штати Америки | Сем Карлсон Сполучені Штати Америки | Рассел Хеншоу Австралія              |
| Скі крос деталі          | Крістофер дель Боско Канада          | Йоуні Пеллінен Фінляндія            | Андреас Матт Австрія                 |

### Жінки
| Дисципліна               | Золото                   | Срібло                    | Бронза                |
| ------------------------ | ------------------------ | ------------------------- | --------------------- |
| Могул деталі             | Дженніфер Гейл Канада    | Ганна Кірні США           | Крісті Річардс Канада |
| Паралельний могул деталі | Дженніфер Гейл Канада    | Клое Дюфур-Лапуант Канада | Ганна Кірні США       |
| Акробатика деталі        | Чен Шуан Китай           | Сюй Ментао Китай          | Ольга Волкова Україна |
| Хафпайп деталі           | Розалінд Гроневуд Канада | Ієн Худак США             | Келті Хансен Канада   |
| Слоупстайл деталі        | Анна Сігал Австралія     | Кая Тюрскі Канада         | Кері Герман США       |
| Скі крос деталі          | Келсі Сірва Канада       | Джулія Мюррей Канада      | Анна Холмлунд Швеція  |

## Медальний залік
| Місце | Країна    | Золото | Срібло | Бронза | Всього |
| ----- | --------- | ------ | ------ | ------ | ------ |
| 1     | Канада    | 8      | 5      | 3      | 16     |
| 2     | США       | 1      | 3      | 3      | 7      |
| 3     | Китай     | 1      | 2      | 0      | 3      |
| 4     | Франція   | 1      | 1      | 0      | 2      |
| 5     | Австралія | 1      | 0      | 1      | 2      |
| 6     | Фінляндія | 0      | 1      | 0      | 1      |
| 7     | Австрія   | 0      | 0      | 1      | 1      |
|       | Білорусь  | 0      | 0      | 1      | 1      |
|       | Україна   | 0      | 0      | 1      | 1      |
|       | Швеція    | 0      | 0      | 1      | 1      |
|       | Японія    | 0      | 0      | 1      | 1      |

## Країни-учасниці
Всього участь у чемпіонаті взяло 313 спортсменів із 35 країн. На змаганнях такого роду дебютували Британські Віргіни.
| - Австралія - 14 - Австрія - 9 - Андорра - 1 - Аргентина - Бельгія - Білорусь - Бразилія - Британські Віргінські острови - 1 - Велика Британія - Данія - Ірландія - Іспанія | - Італія - Канада - 39 - Китай - Колумбія - Ліхтенштейн - Німеччина - Нова Зеландія - Норвегія - Південна Африка - Південна Корея - Польща - Росія | - Словаччина - Словенія - США - 37 - Україна - 7 - Фінляндія - Франція - Чехія - Швейцарія - Швеція - 8 - Ямайка - Японія |

## Результати українських спортсменів
На ЧС-2012 Україна була представлена сімома спротсменами. Усі вони змагалися у акробатиці. У чоловічих змаганнях Україну представляли: Олександр Абраменко (4 у кваліфікації і 7 у фіналі), Станіслав Кравчук (8 у кваліфікації і 9 у фіналі), Енвер Аблаєв (9 у кваліфікації і 10 у фіналі) і Сергій Лисянський, котрий узяти участь безпосередньо у змаганнях не зміг. Жіночу половину команди складали: Ольга Волкова (9 у кваліфікації і 3 у фіналі), Ольга Полюк (12 у кваліфікації і 8 у фіналі) і Надія Діденко (14 у кваліфікації). Таким чином бронза Ольги Волкової стала першою українською медаллю на ЧС з фристайлу.